# Artikel 103 des Grundgesetzes für die Bundesrepublik Deutschland
Artikel 103 des Grundgesetzes für die Bundesrepublik Deutschland besteht aus drei Absätzen, in denen drei grundrechtsgleiche Justizgrundrechte geregelt sind.

## Wortlaut
Artikel 103
(1) Vor Gericht hat jedermann Anspruch auf rechtliches Gehör.
(2) Eine Tat kann nur bestraft werden, wenn die Strafbarkeit gesetzlich bestimmt war, bevor die Tat begangen wurde.
(3) Niemand darf wegen derselben Tat auf Grund der allgemeinen Strafgesetze mehrmals bestraft werden.

## Erläuterungen
Im Einzelnen siehe:
Absatz 1: Rechtliches Gehör
Absatz 2: Strafrechtliches Bestimmtheitsgebot
Absatz 3: Strafklageverbrauch